# William Hamilton (Radsportler)
William E. H. „Bill“ Hamilton (* 1930 in Oshawa; † 23. November 2017 in Haliburton County) war ein kanadischer Radrennfahrer.

## Sportliche Laufbahn
Hamilton war im Bahnradsport aktiv. Er war Teilnehmer der Olympischen Sommerspiele 1948 in London. In der Mannschaftsverfolgung schied der Bahnvierer Kanadas mit Lorne Atkinson, Bill Hamilton, Lance Pugh und Laurent Tessier in den Vorläufen aus. Über sein weiteres Leben und seine sportlichen Erfolge ist nichts bekannt.